# Панк-блюз
Панк-блюз (іноді використовуються поняття Блюз-панк або панк-енд-Блюз) - гібридний музичний жанр, що виник на стику панк-року і блюзу  . Творчість виконавців панк-блюзу, як правило, включає в себе елементи суміжних стилів, таких як прото-панк і блюз-рок  . Витоки панк-блюзу простежуються і в гаражному року 1960-х і 1970-х років .
Панк-блюз-композиції характеризуються «вогкістю», загальною простотою і емоційністю, тобто рисами, властивими як панк-року, так і блюзу  . Чет Вайс, учасник групи The Immortal Lee County Killers, підтвердив схожість цих двох жанрів словами: «Панк і блюз обидва по-чесному дивляться на життя»  .

## Становлення жанру
Перед початком панк-руху кінця 1970-х років, у творчості таких груп, як MC5, The Stooges, The Who, The Sonics, Капітан Біфхарт і New York Dolls почали проявлятися впливу американського блюзу. Однією з перших можливих пісень в панк-блюзі також вважалася пісня Blank Generation Річарда Хелл . Але Allmusic стверджує, що основа панк-блюзу в більшій мірі лежить в гаражному року середини 1960-х  . Крім того, згідно з Allmusic «... панк-блюз по-справжньому ожив на початку 90-х років з такими групами, як Jon Spencer Blues Explosion, The Oblivians, The Gories і Gibson Brothers і продовжив зростання в 2000-і роки з ще більшою видимістю, завдяки популярності The White Stripes »  . Але музикант Джон До приписує винахід жанру групі The Gun Club, зокрема її лідеру Джеффрі Лі Пірсу  .
В кінці 1980-х і 90-х в панк-блюз стали вноситися нові деталі; Social Distortion, Rollins Band, Пі Джей Харві використовували в своїх композиціях елементи рокабіллі, кантрі, хеві-метала, інді-року   .
В даний час деякі музичні журналісти і експерти описують як панк-блюз творчість The Kills, The Detroit Cobras, The Von Bondies   і Black Lips .